# Onze-Lieve-Vrouwe van Sevenwouden

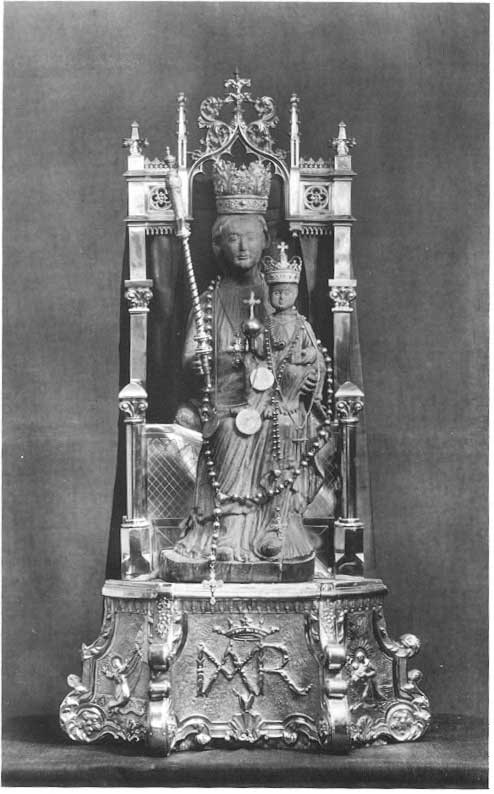
Onze Lieve Vrouwe van Sevenwouden

Onze Lieve Vrouwe van Sevenwouden is het genadebeeld van Maria dat wordt vereerd in de Sint-Franciscusbasiliek te Bolsward. Hoewel het beeld zelf uit het einde van de dertiende eeuw dateert (en dus een van de oudste mirakelbeelden van Nederland is) stamt de devotie zelf eerst uit veel later tijden. Zij stond opgesteld in een kapel op een brug toen de stad werd binnengevallen door de Zwarte hoop, muitende soldaten van de hertogen van Saksen. Dit gebeurde in 1515. Wonderlijk genoeg bleef het beeld gespaard, en kreeg vanaf dat moment een bijzondere verering. Vanaf dat moment werd er, zoals ook in 's-Hertogenbosch, een mirakelboek bijgehouden.
Tijdens de reformatie werd het beeld in veiligheid gebracht bij vrome vrouwen. Het bleef verborgen bij de zogenaamde klopjes tot de 19e eeuw, toen de openbare verering kon worden hervat, nu bij de statie van de Franciscanen.